# 琉球セメント
琉球セメント株式会社（りゅうきゅうセメント、英称：Ryukyu Cement Co., Ltd.）は、沖縄県浦添市に本社を置くセメントの製造会社。

## 概要
沖縄県唯一のセメントの製造会社である。沖縄の経済振興を目指し、1959年（昭和34年）に設立された。島内の地縁やハワイの沖縄県人会などを頼りに設立資金の調達を試みたが、必要額の調達が困難だったため、米パーマネント・セメント社（後のカイザー・セメント社）に資本参加と技術提携を仰ぐ形で発足した。
しかし、1972年（昭和47年）の沖縄の本土復帰に際してカイザー・セメント社が沖縄から撤退することとなり、琉球セメントに1971年（昭和46年）以来資本参加していた日本セメントに、カイザー・セメントの持株を譲渡することで一旦は合意した。これに対して公正取引委員会は、「沖縄での日本セメントの販売シェアが高くなり、私的独占の禁止及び公正取引の確保に関する法律（独占禁止法）に抵触するおそれがある」との見解を示したため、カイザー・セメント社は琉球セメントと過去に取引実績のある宇部興産（現在のUBE）に協力を求め、株式を譲渡した。
これによって琉球セメントは宇部興産の持分法適用対象の関連会社（発行済株式の 45% 強を所有）となったが、太平洋セメント、宇部三菱セメント（現在のUBE三菱セメント）の発足に伴い沖縄県内におけるセメント市場が極端な寡占状態に陥り、独占禁止法に抵触するとの公正取引委員会の指摘に従い、宇部興産が出資比率の引き下げを行ったために、宇部興産の関連会社ではなくなった。
辺野古埋め立てに伴い、所有する港からの土砂搬出に協力している。その際、敷地の周りにレーザーワイヤー（カミソリ刃がついた鉄条網）を設置したが、批判され、撤去した。

## 沿革
- 1952年 - 屋部村村長の吉元栄真が、セメント工場設立計画を立案する。
- 1959年10月 - 会社設立（資本金67万2000ドル）。
- 1965年 - 屋部工場起工。
- 1966年 - 屋部工場完成、セメント製造を開始。
- 1972年 - 日本セメントと資本提携。
- 1976年 - カイザー・セメント社の持株を宇部興産へ譲渡。
- 1984年 - 特定産業構造改善臨時措置法に基づき、宇部興産・秩父セメント・敦賀セメントとともにユニオンセメント株式会社を設立。
- 1991年7月 - ユニオンセメント株式会社解散。
- 1992年4月 - 本社社屋落成。
- 1993年6月 - 宮古臨海セメントセンター新設。
- 1994年10月 - 西表セメントセンター新設。
- 1996年9月 - 伊平屋セメントセンター新設。
- 2007年 - 宇部興産の出資比率引き下げに伴い、宇部興産の関連会社から外れる。
- 2022年 - 宇部興産が保有する株をUBE三菱セメントへ譲渡[6]。